# Ала ел Асвани
Ала Aл Асвани (арап. علاء الأسواني, енгл. Alaa al-Aswany; рођен 1957) је познати египатски писац бестселера и један од оснивача опозиционог политичког покрета Kefaya.

## Биографија
Аутор је бројних чланака о књижевности, политици и социјалним проблемима, који су објављени у разним египатким новинама. Светску славу постигао је романом The Yacoubian Building (2002), који је доживео девет издања на арапском, на 34 језика широм света, и по коме је снимљен популаран истоимени филм 2006. године, у који је уложено 20 милиона египатских фунти.

## Књиге
- 2002: , (арап. عمارة يعقوبيان)
- 2004: , (арап. نيران صديقة)
- 2007: , (енгл. شيكاجو)
- 2010: , (арап. لماذا لا يثور المصريون؟)